# Andropogoneae
Andropogoneae — велика триба трав (родина Poaceae) з приблизно 1200 видами в 90 родах, в основному поширених у тропічних і субтропічних областях. Серед них такі важливі культури, як кукурудза, цукрова тростина та сорго. Усі види в цій трибі використовують фіксацію вуглецю C4, що робить їх конкурентоспроможними в теплих умовах високого освітлення.
Andropogoneae класифікується в надтрибі Andropogonodae разом із сестринською групою Arundinelleae. Налічується 12 підтриб, але положення кількох родів у них досі не з'ясовано (incertae sedis). Гібридизація, ймовірно, була важливою в еволюції Andropogoneae, і систематика триби досі не повністю вирішена.

## Опис
Колосочки всередині суцвіття (кластери квіток) зазвичай розташовані на колосоподібних китицях попарно. Плодючий колосок без плодоніжки протилежний до безплідного колосочка з плодоніжкою. У видів, де присутні остюки, вони перебувають на плідному колосочку як продовження леми.

## Підтриби й роди
Класифікація за Soreng et al. (2017):
incertae sedis
- Apluda
- Chrysopogon (syn. Vetiveria)
- Eulaliopsis
- Microstegium (syn. Ischnochloa)
- Sehima
- Thelepogon

Arthraxoninae
- Arthraxon

Tripsacinae
- Elionurus
- Oxyrhachis
- Rhytachne
- Tripsacum
- Urelytrum
- Vossia
- Zea (syn. Euchlaena)

Chionachninae
- Chionachne
- Cyathorhachis
- Polytoca
- Sclerachne
- Trilobachne

Coicinae
- Coix

Rottboelliinae
- Chasmopodium
- Eremochloa
- Glyphochloa
- Hackelochloa
- Hemarthria
- Heteropholis
- Jardinea
- Lasiurus
- Loxodera
- Manisuris
- Mnesithea
- Ophiuros
- Phacelurus (syn. Thyrsia)
- Ratzeburgia
- Rottboellia (syn. Coelorachis)
- Thaumastochloa

Ischaeminae
- Andropterum
- Dimeria
- Ischaemum
- Kerriochloa
- Nanooravia
- Pogonachne
- Triplopogon

Germainiinae
- Apocopis
- Germainia
- Lophopogon
- Pogonatherum

Saccharinae
- Agenium
- Asthenochloa
- Cleistachne
- Erianthus
- Eriochrysis (syn. Leptosaccharum)
- Euclasta (syn. Indochloa)
- Eulalia
- Hemisorghum (syn. of Sorghum?)
- Homozeugos
- Imperata
- Lasiorhachis
- Leptatherum (syn. Polliniopsis)
- Miscanthidium
- Miscanthus (syn. Diadranthus, Rubomons, Triarrhena, Tenacistachya)
- Narenga
- Polytrias
- Pseudodichanthium
- Pseudopogonatherum
- Pseudosorghum (syn. of Eulalia?)
- Saccharum
- Sclerostachya
- Sorghastrum
- Sorghum (syn. Sarga, Vacoparis)
- Trachypogon
- Tripidium
- Veldkampia

Andropogoninae
- Anadelphia
- Andropogon (syn. Hypogynium)
- Bhidea
- Bothriochloa
- Capillipedium
- Clausospicula
- Cymbopogon
- Dichanthium
- Diectomis
- Diheteropogon
- Elymandra
- Eremopogon
- Exotheca
- Heteropogon
- Hyparrhenia
- Hyperthelia
- Iseilema
- Lakshimia
- Monocymbium
- Parahyparrhenia
- Pseudanthistiria
- Schizachyrium
- Spathia
- Spodiopogon (syn. Eccoilopus)
- Themeda